# Geranium nyassense
Geranium nyassense är en näveväxtart som beskrevs av Reinhard Gustav Paul Knuth. Geranium nyassense ingår i släktet nävor, och familjen näveväxter. Inga underarter finns listade i Catalogue of Life.